# Plusiopalpa hildebrandti
Plusiopalpa hildebrandti là một loài bướm đêm trong họ Noctuidae.